# Atara
Atara (abchazsky Аҭара, gruzínsky ათარა, Atara) je vesnice v Abcházii v Okresu Očamčyra. Nachází se severozápadně od okresního města Očamčyra. Vesnice leží ne levém břehu řeky Kodori. Ve vesnici žije 665 obyvatel, z nichž 97 % jsou Abcházci. V rámci Abcházie má status obecního centra.

## Hranice
Na severu obec hraničí s obcí Arménská Atara, na východě s obcí Kutol, na jihu s obcemi Adzjubža a Arakič a na západě ji ohraničuje řeka Kodori, za kterou je okres Gulripš.

## Demografie
Ve vesnici žilo v roce 2011 665 obyvatel, z nichž 97,6 % jsou Abcházci, 0,8 % Rusové, 0,6 % Gruzínci a 0,6 % Arméni. První dochované sčítání lidu zde proběhlo v roce 1886, při kterém zde žilo 475 obyvatel a všichni byli Abcházci. V roce 1926 zde žilo 1 726 obyvatel, z nichž 56,9 % byli Abcházci, 29,4 % Arméni a 12,1 % Gruzínci. V roce 1959 zde žilo už jen 1099 obyvatel, což nejspíš způsobil odchod Arménů na sever do Arménské Atary a v roce 1989 až 1 080 obyvatel. Po válce v letech 1992–1993 došlo k dalšímu úbytku obyvatel, protože během trvání SSSR zde Gruzínci tvořili podstatnou menšinu, která do roku 2011 zmizela. Dalo by se předpokládat, že většinu uprchlíků tvořili Gruzínci.

## Historické dělení
Atara se historicky dělí na pět částí:
- Andygulou
- Atara Achu
- Atarba Ichusta
- Nabžou
- Nachurzou